# Smells Like a Tenda Spírita
Smells Like a Tenda Spirita é o segundo álbum da banda brasileira Gangrena Gasosa. Após a saída da Rock It!, a banda decidiu trabalhar e lançar seu trabalho de forma independente. Smells Like a Tenda Spírita é o primeiro álbum da banda a conter percussão, o que os integrantes consideraram como o "verdadeiro saravá metal", foi também o primeiro álbum com a participação dos integrantes Angelo Arede e Elijan, e é o único álbum com o percussionista Fábio Lessa.

## Faixas
| N.º            | Título                            | Duração |  |
| 1.             | "Surf Iemanjá"                    | 2:06    |  |
| 2.             | "Bloodline Chupacabra"            | 3:05    |  |
| 3.             | "Terreiro do Desmanche"           | 2:36    |  |
| 4.             | "Centro do Pica Pau Amarelo"      | 2:13    |  |
| 5.             | "Matou a Galinha e Foi ao Cinema" | 2:29    |  |
| 6.             | "Benzer Até Morrer/Kurimba Ruim"  | 2:44    |  |
| 7.             | "Hardcore Gangrena DFC"           | 2:34    |  |
| 8.             | "Timbalada de Caveira"            | 2:25    |  |
| 9.             | "Headbanger Voice"                | 2:08    |  |
| 10.            | "Afirma Seu Ponto"                | 1:14    |  |
| 11.            | "Pau de Fogo"                     | 0:40    |  |
| 12.            | "Protesto Concreto"               | 2:16    |  |
| Duração total: | Duração total:                    | 26:30   |  |

## Participações
- Ronaldo "Chorão³" - vocal
- Angelo Arede - vocal
- Vladimir - guitarra
- Felipe - baixo
- Fábio Lessa - percussão
- Elijan - bateria